# Сабуни, Ньямко
Ньямко Ана Сабуни (швед. Nyamko Ana Sabuni; род. 31 марта 1969, Бужумбура, Бурунди) — шведский политик африканского происхождения, лидер партии Либералы с 28 июня 2019 года по 8 апреля 2022 года. Министр интеграции с 2006 по 2010 год, министр гендерного равенства с 2010 по 2013 год в правительстве Фредрика Райнфельдта. В период с 2002 по 2006 год была депутатом парламента.

## Биография
Родилась в Бурунди, где её отец, левый политик родом из Заира (Демократической республики Конго), жил в изгнании. Её отец был христианином, а мать — мусульманкой. Семья получила политическое убежище в Швеции в 1981 году, и Сабуни выросла в городе Кунгсенген, к северу от Стокгольма. Она изучала право в Университете Уппсалы, миграционную политику в Мэлардаленском университете в Эскильстуне, а также СМИ в Школе коммуникаций Берга в Стокгольме. В 2004—2012 гг. была замужем за шведом Карлом Алланом Бергквистом, у пары двое сыновей-близнецов — Карл Патрик Амри Сабуни Бергквист и Карл Кристиан Асуле Сабуни Бергквист. Считает себя нерелигиозной.
Сабуни была известна как гражданский активист с 1990 года, когда она выступила в числе соучредителей Союза афрошведов. До 1994 г. она возглавляла в этой организации одно из направлений работы, в 1994 г. недолгое время была её руководителем; пресс-секретарём Союза афрошведов продолжает оставаться её брат Китимбва Сабуни. Непосредственно в политику Сабуни пошла под влиянием инцидента 1995 года в Клиппане — убийства беженца из Кот-д’Ивуара неонацистом. В 1996—1998 гг. она входила в совет молодёжной организации Либеральной народной партии. На рубеже веков работала в коммуникационном агентстве Geelmuyden Kiese.
В 2002 г. была избрана депутатом шведского парламента — Риксдага. В открытом письме, опубликованном 17 июля 2006 г. в газете Expressen, Сабуни призвала к введению обязательного гинекологического обследования всех школьниц с тем, чтобы не допустить женского обрезания, распространённого среди культурно консервативных народов Африки. Она предложила также запретить ношение хиджаба девушкам до 15 лет и требовала включения «убийства для защиты чести» как отдельной категории в шведский уголовный кодекс. В июле 2006 г. вышла её книга «Девочки, которых мы предаём» (швед. Flickorna vi sviker) о женщинах в Швеции, живущих под угрозой «убийства для защиты чести».
Назначение Сабуни на должность министра интеграции и равенства полов вызвало протесты мусульман в Швеции: её обвиняли в исламофобии и популизме. Петицию с протестом против её назначения на должность министра направила Мусульманская ассоциация Швеции, которая претендует на то, чтобы быть крупнейшим органом, представляющим мусульман в Швеции.
В 2013 году Сабуни ушла в отставку с поста министра гендерного равенства.
28 июня 2019 года была избрана лидером партии Либералы.